# Тінкомар
Тінкомар (Tincomarus) — король белгського племені атребатів, яке розташовувалося у південній частині Британії незадовго до римського вторгнення з 25 р. до н. е. до 7 р. н. е.

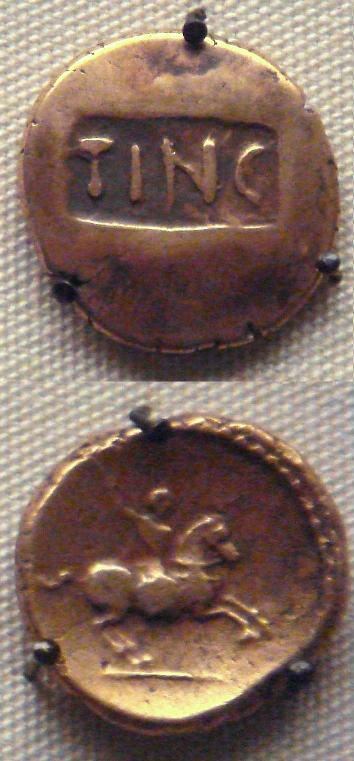
Монета Тінкомара, короля атребатів.

Він був сином і спадкоємцем Коммія. Став наступником свого батька 25 року до н. е. На підставі знайдених монет цілком можливо, що Тінкомар співправив зі своїм батьком впродовж останніх декількох років життя Коммія. Мало що відомо про його правління, хоча нумізматичні дані свідчать про те, що він був більш лояльним до Риму, ніж його батько.
Джон Крейтон (John Creighton) з зображення на монетах вважає, що Тінкомар був вихований як дипломатичний заручник в Римі у Августа. До 16 року до н. е. в столиці Тінкомара Каллеві Атребатум, сьогодні відома як Сілчестер, з'являється багато римської кераміки та інших імпортних товарів, і цілком імовірно, що атребатський король налагодив торговельні й дипломатичні зв'язки з Августом.
Тінкомар був вигнаний своїми підданими з невідомих причин близько 8 року нашої ери і втік до Риму як біженець і прохач. Він був замінений його братом Епіллом, якого Август вирішив визнати "рекс"ом, а не повалити Епілла і відновити Тінкомара.